# Liste der Kreisstraßen im Landkreis Hildburghausen

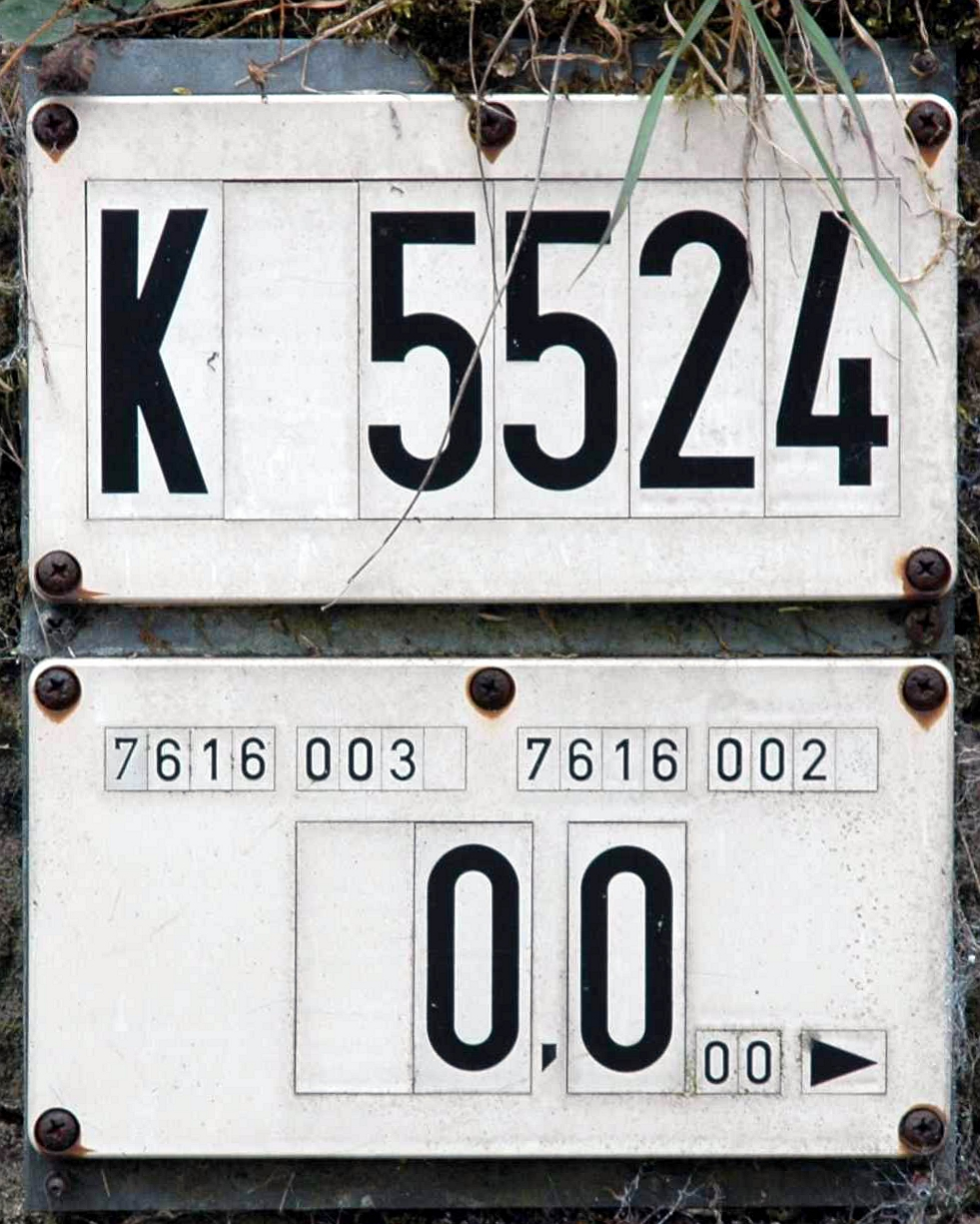
Stationszeichen

Die Liste der Kreisstraßen im Landkreis Hildburghausen ist eine Liste der Kreisstraßen im thüringischen Landkreis Hildburghausen.

## Abkürzungen
- K: Kreisstraße
- L: Landesstraße

## Liste
Straßen und Straßenabschnitte, die unabhängig vom Grund (Herabstufung zu einer Gemeindestraße oder Höherstufung) keine Kreisstraßen mehr sind, werden kursiv dargestellt. Der Straßenverlauf wird in der Regel von Nord nach Süd und von West nach Ost angegeben.
| Nr.   | Verlauf |
| ----- | --- |
| K 501 | (CO 18 im Landkreis Coburg, Bayern) – Landesgrenze – Bad Colberg – L 2675 – Ummerstadt – L 2644 – Landesgrenze – (CO 19 im Landkreis Coburg, Bayern)                                                                                                |
| K 502 | (NES 46 im Landkreis Rhön-Grabfeld, Bayern) – Landesgrenze – Rieth – K 503 – Hellingen – L 1134 – Volkmannshausen – Poppenhausen – Käßlitz – Landesgrenze – (HAS 44 im Landkreis Haßberge, Bayern)                                                  |
| K 503 | L 1134 – Westhausen – L 2671 – Gompertshausen (– Abzweig zur Landesgrenze – (NES 45 im Landkreis Rhön-Grabfeld, Bayern)) (– Abzweig nach Albingshausen) – Rieth – K 502 – Schweickershausen – Landesgrenze – (HAS 21 im Landkreis Haßberge, Bayern) |
| K 504 | Schlechtsart – L 2671 |
| K 505 | (Bayern) – Landesgrenze – L 1131 – Hindfeld – Gleichamberg – Gleicherwiesen – L 1133 – Simmershausen – Streufdorf – L 1134 – Landesgrenze – (CO 3 im Landkreis Coburg, Bayern)                                                                      |
| K 506 | L 1153 in Eishausen – Massenhausen |
| K 507 | Pfersdorf – L 1132 |
| K 508 | L 3029 – Mönchshof – L 1131 in Römhild |
| K 509 | Sülzdorf – L 1131 in Haina |
| K 510 | L 2628 – Beinerstadt – K 512 – St. Bernhard – Dingsleben – K 511 |
| K 511 | in Siegritz – Reurieth – K 512 – K 510 – L 1132 in Zeilfeld |
| K 512 | K 510 in Beinerstadt – Trostadt – K 511 in Reurieth |
| K 513 | Grimmelshausen – Ehrenberg – L 1625 in Zollbrück |
| K 514 | Neuhof – L 1625 in Kloster Veßra |
| K 515 | Tachbach – L 2628 – |
| K 516 | (K 516 in Suhl) – Kreisgrenze – ohne Abzweig einer klassifizierten Straße – Kreisgrenze – (K 516 im Landkreis Schmalkalden-Meiningen) – Schmeheim – Marisfeld – L 2633 – L 2628 – Kreisgrenze – (K 92 im Landkreis Schmalkalden-Meiningen)          |
| K 517 | L 3247 – St. Kilian – Breitenbach |
| K 519 | Steinbach – L 1142 – Waldau – K 523 |
| K 520 | Langenbach – L 1137/L 1142 in Lichtenau |
| K 521 | (K 60 im Ilm-Kreis) – Kreisgrenze – L 1138 in Gießübel |
| K 522 | Schnett – L 2052 |
| K 523 | L 3004 in Brattendorf – Schwarzbach (– Abzweig nach Merbelsrod) – K 519 – Lichtenau – Engenstein – Biberschlag – Tellerhammer – L 2052/L 2053 |
| K 524 | Neuendambach – L 1134 – Gerhardtsgereuth – L 2063 – Wiedersbach – L 3004 – L 1142 in Oberrod |
| K 525 | in Hildburghausen – L 2063 – Weitersroda – Bürden – L 1136 in Brünn/Thür. |
| K 526 | Poppenwind – Brünn/Thür. – L 3004 – Crock (– Abzweig nach Oberwind) – L 2053 |
| K 527 | Friedrichshöhe – Kreisgrenze – (K 25 im Landkreis Sonneberg) – Kreisgrenze – ohne Abzweig einer klassifizierten Straße – Kreisgrenze – (K 25 im Landkreis Sonneberg)                                                                                |
| K 528 | in Schirnrod – Stelzen – Kreisgrenze – (K 11 im Landkreis Sonneberg) |
| K 529 | in Sachsenbrunn (– Abzweig nach Tossenthal) – Weitesfeld – Kreisgrenze – (K 26 im Landkreis Sonneberg) |
| K 530 | in Harras – Bockstadt – Herbartswind – Landesgrenze – (CO 23 und CO 27 im Landkreis Coburg, Bayern) – Landesgrenze – – Steudach – Heid – Kreisgrenze – (K 23 im Landkreis Sonneberg)                                                                |
| K 531 | in Schackendorf – Veilsdorf – Hetschbach – Landesgrenze – (CO 7 im Landkreis Coburg, Bayern) |
| K 532 | Stressenhausen – L 1134 |
| K 533 | Silbach – L 3004 in Hinternah |